# Годулян, Константин Васильевич
Константин Васильевич Годулян (8 января 1929, Одесса — 8 октября 1996, Германия) — советский и украинский скульптор, член Союза художников Украины.

## Биография
Родился 8 января 1929 года в городе Одесса. Рос и воспитывался в крестьянской семье. В годы войны учился в школе в Одессе, в оккупации.
В 1946 году поступил в Одесское Государственное Художественное училище на скульптурное отделение. Окончил его с отличием в 1951 году. В этом же году поступил в Киевский Государственный Художественный институт на скульптурное отделение к преподавателям М. Гельман, М. Лисенко, О. Олийник.
Окончил его в 1958 году, получив квалификацию художника-скульптора.
Работал в жанрах станковой и монументальной скульптуры. Участник республиканских выставок с 1958 года.
В 1955 году у Константина и его жены скульптора Нины Носенко родилась дочь Лидия Годулян, ставшая впоследствии концертмейстером. Во втором браке родилась дочь Алла Годулян (балерина Национальной Оперы Украины), а также воспитывался пасынок Владимиров Андрей Гаврилович (оператор- постановщик).
В Германию переехал в мае 1996 года. Умер 8 октября 1996 года после тяжёлой операции на сердце.

## Избранные работы
Монумент Бессмертия (архитектор Б. Бердник, 1967) был сооружён на северо-восточной окраине Ахтырки, вдоль трассы Харьков—Сумы, по которой наступали в августе 1943 года советские войска. Монумент представляет собой протяжённую (свыше 40 метров) композицию, главный акцент которой — танк Т-34 на низком наклонном постаменте. Продолжением его служит распластанный подиум с мемориальными плитами, на которых высечены имена погибших в боях за Ахтырку советских воинов. На подиуме возвышается скульптура Родины-матери, рядом — раненый воин с гранатой в руке. Завершают композицию две стелы с именами воинов-земляков, не вернувшихся с фронта, и номерами воинских частей, освобождавших Ахтырку.
Список работ:
- Памятная доска Юрию Дольд-Михайлику (17 марта 1968);
- Китобой (1958);
- Архитектор (1967);
- Памятник мореплавателю и исследователю Ю. Ф. Лисянскому в Нежине (1974);
- Памятная доска Д. К. Заболотному в Киеве на улице Большая Житомирская;
- Памятная доска М. Горькому в Киеве на улице Лютеранская, архитектор Р. П. Юхновский (1970);
- Памятная доска И. А. Савченко на здании Киностудии имени А. Довженко в Киеве (09.10.1970; бронза, гранит).